# Municipio de Pratt (Dakota del Sur)
El municipio de Pratt (en inglés: Pratt Township) es un municipio ubicado en el condado de Lyman en el estado estadounidense de Dakota del Sur. En el año 2010 tenía una población de 16 habitantes y una densidad de 0,24 personas por km².

## Geografía
El municipio de Pratt se encuentra ubicado en las coordenadas 43°42′50″N 100°8′1″O / 43.71389, -100.13361. Según la Oficina del Censo de los Estados Unidos, el municipio tiene una superficie total de 66.96 km², de la cual 66,14 km² corresponden a tierra firme y (1,23 %) 0,82 km² es agua.

## Demografía
Según el censo de 2010, había 16 personas residiendo en el municipio de Pratt. La densidad de población era de 0,24 hab./km². De los 16 habitantes, el municipio de Pratt estaba compuesto por el 100 % blancos.